# Mashta Mahfuz
Mashta Mahfoz (tiếng Ả Rập: مشتى محفوظ) là một ngôi làng Syria nằm ở phó huyện Shathah thuộc huyện Al-Suqaylabiyah, Hama. Theo Cục Thống kê Trung ương Syria (CBS), Mashta Mahfoz có dân số 648 người trong cuộc điều tra dân số năm 2004.